# Castro del Cerro de la Barca
El Castro del Cerro de la Barca es un yacimiento arqueológico situado en un pequeño promontorio en la confluencia del río Guadiana con su afluente el río Guadalupe dentro del término municipal de Valdecaballeros, cerca de la frontera con los términos municipales de Castilblanco y Herrera del Duque, en la provincia de Badajoz (comunidad autónoma de Extremadura).
El yacimiento no ha sido estudiado en profundidad por lo que son pocas las certezas que se tienen sobre su origen y naturaleza. El castro parece haber surgido entre los siglos VII y VI a. C., a la vista de los restos cerámicos encontrados en la zona. Pueden distinguirse una parte alta, fortificada, y una parte baja extramuros. Las murallas están realizadas en mampostería, con torres cuadradas y rectangulares. Presenta estructuras tanto circulares como rectangulares.